# Fern Field
Fern Field (* 28. Juni 1934 in Mailand, Italien) ist eine US-amerikanische Filmproduzentin und Filmschaffende, die 1979 zusammen mit Jim Belcher mit und für den Kurzfilm A Different Approach für einen Oscar nominiert war. Field ist in ihrem Heimatland vor allem für ihr Engagement hinsichtlich behinderter Menschen bekannt.

## Biografie
Geboren wurde Field 1934 in Mailand als Tochter von William und Betty, geborene Dosnansky, Field. Sie besuchte die Columbia University, das Hunter College und die University of California.
Ihre Filmkarriere begann sie bei Norman Lears Tandem Productions als Assistentin des ausführenden Produzenten der Fernsehserie Maude (1975–1978). Zu ihrem oscarnominierten Kurzfilm A Different Approach (1978), der die Beschäftigung körperbehinderter Menschen fördern sollte, wurde Field durch eine Figur aus der Serie Maude inspiriert, die einen Schlaganfall erlitten hatte. Gemeinsam mit Jim Belcher, der den Film mit produzierte und das Drehbuch verfasste, wurde sie mit und für den Film für einen Oscar nominiert, der jedoch an Taylor Hackford und den Film Teenage Father ging, der das „erste Mal“ eines jungen Paares thematisiert. Der Film zog nach sich, dass Field zur Mitbegründerin des Media Access und der Media Access Awards wurde, um sich weiter um die Förderung behinderter Menschen zu kümmern. Für ihre Arbeit in Bezug auf behinderte Menschen wurde Field vielfach geehrt. Es entstand ein weiterer Film, in dem die Psyche des Menschen im Mittelpunkt steht Just the Way You Are. In The Facts of Life stellte sie Geri Jewell als ersten Schauspieler mit einer Behinderung vor, der seine Figur zur Hauptsendezeit im Fernsehen porträtieren durfte.
1981 produzierte Field eine Folge der Fernsehserie The Baxters und im selben Jahr auch den Fernsehfilm Please Don’t Hit Me, Mom, der für einen Primetime Emmy Award nominiert war. Im Film geht es um Kindesmissbrauch durch die eigene Mutter. Auch das von Field produzierte biografische Familiendrama Die Welle wurde 1981 veröffentlicht. Inhalt des Films ist ein an einer amerikanischen High School durchgeführtes Experiment, das zeigen soll, wie leicht man Menschen verführen kann und wie es zu den Schrecken des Nationalsozialismus in Deutschland hat kommen können. Für das 1984 ausgestrahlte Fernsehdrama Heartsounds mit Mary Tyler Moore und James Garner in den Hauptrollen war Field wiederum für einen Emmy nominiert. Der Film thematisiert das amerikanische Gesundheitswesen und den Kampf den ein New Yorker Urologe zusammen mit seiner Frau aufnimmt. Für die Folge The Celebrity and the Arcade Kid aus der Fernsehfilmreihe Junge Schicksale, in der es um Probleme von Jugendlichen geht, war Field 1984 für einen Daytime Emmy Award nominiert. In der Episode entdecken eine Video-Spielfigur und ein Teenie-Filmstar, dass sie genau gleich sind und beschließen, ihre Identität zu tauschen.
Im Zeitraum 2002 bis 2009 arbeitete Field in verschiedenen Funktionen für die Comedy-Krimiserie Monk, in der Tony Shalhoub den neurotischen Privatdetektiv Adrian Monk verkörperte. 2007 schuf Field eine Spielshow, die den korrekten Gebrauch der englischen Sprache für Schüler der California State University, San Bernardino (CSUSB), Palm Desert Campus, bewarb, in der man um ein entsprechendes Stipendium kämpfen konnte. Ein weiteres Special gab es 2008. Zu Fields weiteren Arbeiten zählen Programme für Kinder, Drama- und Actionserien, Filme der Woche und Miniserien mit Stars wie beispielsweise James Garner, Mary Tyler Moore, Christopher Plummer, Sam Neill und anderen. Bei dem Indie-Spielfilm Shakespear’s Cat (2010) trat sie als beratende Produzentin auf, ebenso wie für das auf wahren Begebenheiten beruhende Drama Do It or Die (2017), das sich mit der Entführung der Philanthropin Elaine Chaddick auseinandersetzt, Ehefrau des Multimillionärs Harry F. Chaddick.
Fern Fields ist Mitglied der International Academy of Television Arts & Sciences, der gewerkschaftlichen Vereinigungen Directors Guild of America und Writers Guild of America sowie der Netzwerkorganisation Women in Film and Television.
Field heiratete im Mai 1979 in dritter Ehe den Produzenten Norman G. Brooks. Er starb 1991 in Los Angeles, wo das Paar zu der Zeit lebte. Nach seinem Tod begann Field, um ihre Trauer zu bewältigen, Briefe an ihn zu schreiben und auf ihrer Website zu veröffentlichen. Das Schreiben dieser Briefe habe ihr durch eine dunkle und schreckliche Zeit geholfen, ließ sie die Menschen wissen.

## Filmografie (Auswahl)
– als Produzentin/Ausführende Produzentin, wenn nicht anders angegeben –
- 1972, 1975–1978: Maude, (Fernsehserie, 65 Folgen;
Assistentin des ausführenden Produzenten, 1972 als Produzentin)
- 1978: A Different Approach (Kurzfilm; + Regie)
- 1981: The Baxters (Fernsehserie, Folge Women’s Roles in Marriage)
- 1981: Please Don’t Hit Me, Mom (Fernsehfilm)
- 1981: Die Welle (The Wave; Fernsehfilm)
- 1982: Eleanor, First Lady of the World (Fernsehfilm)
- 1983: Mr. Wizard’s World (Fernsehserie, 3 Folgen; + Regie)
- 1983–1987: Junge Schicksale (ABC Afterschool Specials; 5 Folgen; 2 Folgen + Regie, 3 Folgen + Autor)
- 1984: NBC Special Treat (Fernsehserie, Folge One More Hurdle)
- 1984: ABC Weekend Specials (Fernsehserie, Folge Henry Hamilton Graduate Ghost)
- 1984: Destination: Careers (Kurz-Dokumentarfilm; Regie)
- 1984: Heartsounds (Fernsehfilm)
- 1985: Kane & Abel (Fernseh-Miniserie, Folge 1.1 + 1.2)
- 1985+1990: Bradburys Gruselkabinett (The Ray Bradbury Theater;
1990 12 Folgen als Produktionsmanagerin, Fernsehserie)
- 1988: Mamma Lucia (Fern-Miniserie, The Fortunate Pilgrim, 3 Folgen)
- 1990: Auf eigene Faust (Counterstrike; Fernsehserie)
- 1993: Macht der Leidenschaft (Family Passions, Fernsehserie)
- 2002–2007+2007–2009: Monk,
(Fernsehserie, 48 Folgen; Beraterin + 2004–2007 75 Folgen als Koproduzentin)
- 2010: Shakespeare’s Cat
- 2017: Do It or Die

## Auszeichnungen (Auswahl)
Oscarverleihung 1979
- Oscarnominierung mit und für den Kurzfilm A Different Approach in der Kategorie „Bester Kurzfilm“

Primetime Emmy Awards
- 1982: nominiert zusammen mit Virginia L. Carter mit und für Please Don’t Hit Me, Mom in der Kategorie „Hervorragendes Kinderprogramm“
- 1982: ausgezeichnet zusammen mit Virginia L. Carter mit und für The Wave in der Kategorie „Hervorragendes Kinderprogramm“
- 1985: nominiert zusammen mit Norman Lear und Fay Kanin mit und für Heartsounds in der Kategorie „Hervorragende Dramaserie“

Daytime Emmy Awards
- 1984 nominiert zusammen mit Virgina L. Carter und Michael McGreevey mit und für ABC Afterschool Specials, Episode The Celebrity and the Arcade Kid in der Kategorie „Hervorragendes Drehbuch für eine Jugendserie“
- 2017: ausgezeichnet mit dem Norman Lear – Geri Jewell Lifetime Achievement Award
- ausgezeichnet mit dem Peabody Award sowie zwei Humanitas Awards und dem NAACP Image Award sowie den Distinguished Service Award für ihre Arbeit mit Menschen mit einer Behinderung, überreicht vom damaligen amerikanischen Präsidenten Ronald Reagan.

## Veröffentlichungen (Auswahl)
- Fern Field: The Call Me Destiny, 1962
- Career Press (Franklin Lakes, NJ) 1994: Fern Field: Letters to My Husband
- Publishers Weekly, 2. Oktober 1995 Fern Field: Review of Letters to My Husband